# معضل
معضل (به انگلیسی: The Dilemma) که نام آن وضعیت دشوار هم ترجمه شده، فیلمی است با ژانر کمدی، به کارگردانی ران هاوارد. این فیلم محصول کشور آمریکا و با بازی وینس وان و کوین جیمز می‌باشد. اتفاقات این این فیلم در ایالت ایلینوی، شهر شیکاگو فیلمبرداری شده‌است.

## خلاصه داستان
نیک و رونی از دوران کالج با یکدیگر دوستان صمیمی بودند، تا اینکه نیک پی می‌بَرَد رفیق مجردش، وان، به او خیانت کرده و... .